# Bringing It All Back Home
Bringing It All Back Home (letteralmente, in lingua italiana: "Riportando tutto a casa") è il quinto album in studio di Bob Dylan pubblicato nel marzo del 1965. Viene considerato uno dei capolavori di Dylan, quello con il quale segnò il suo passaggio dalla fase acustica a quella elettrica, nonché uno degli album più importanti della storia della musica rock. Dopo la prima produzione prettamente acustica questo è il primo album di una sorta di trilogia rock costituita, oltre che da questo, dai successivi Highway 61 Revisited e Blonde on Blonde.
In Europa fu pubblicato anche con il titolo Subterranean Homesick Blues.

## Descrizione
Dylan passò la maggior parte dell'estate del 1964 a Woodstock, una piccola cittadina nello Stato di New York. Albert Grossman, il manager di Dylan, aveva lì una casa, e quando Joan Baez andò a trovare Dylan in agosto, i due passarono il resto dell'estate nella casa di Grossman.

La Baez ricorda che: 
Dylan aveva già pronta una nuova canzone per il prossimo album: Mr. Tambourine Man era stata infatti scritta nel febbraio 1964 ma esclusa da Another Side of Bob Dylan. Anche un'altra canzone, Gates of Eden, era già stata scritta e sarebbe dovuta apparire su Another Side of Bob Dylan; ma Dylan volle apportare delle modifiche al testo, e il brano non fu incluso nell'album. Infine, durante quella vacanza furono scritte altre due canzoni: If You Gotta Go, Go Now e It's Alright, Ma (I'm Only Bleeding).
Ai tempi, lo stile narrativo dei testi di Dylan stava diventando sempre più surreale. Questo suo nuovo stile veniva riflesso anche nella sua prosa quotidiana, le lettere che scriveva all'epoca ne sono un esempio lampante.
Il 28 agosto Dylan ritornò in città, e fece la conoscenza dei The Beatles. Questo incontro influenzerà entrambi, i testi dei Beatles incominciarono a diventare sempre più affini ad uno stile introspettivo mentre Dylan si avvicinerà al rock'n'roll, e ad un sound maggiormente "commerciale" (secondo i canoni dell'epoca).
Intanto Dylan e il produttore Tom Wilson stavano facendo esperimenti sulla loro idea di fondere assieme il rock e la musica folk. A tal proposito, Dylan aveva già iniziato ad adocchiare un gruppo di musicisti canadesi che stavano lavorando su un disco di John P. Hammond: il chitarrista Robbie Robertson, il batterista Levon Helm, e l'organista Garth Hudson (membri degli Hawks, che in seguito diventeranno famosi come The Band).
Comunque, quando Dylan e Wilson iniziarono a lavorare al nuovo album, accantonarono temporaneamente le loro sperimentazioni elettriche. La prima seduta di registrazione, tenutasi il 13 gennaio 1965 nello Studio A della Columbia a New York, fu dedicata interamente a un'esibizione acustica del solo Dylan. Vennero portate a termine dieci canzoni, ma la quasi totalità fu in seguito scartata. Nessuna di queste registrazioni finì sull'album, solo tre di esse furono pubblicate: I'll Keep It with Mine nel 1985 sull'album Biograph, Farewell Angelina e una versione acustica di Subterranean Homesick Blues nel 1991 in The Bootleg Series Volumes 1-3 (Rare & Unreleased) 1961-1991.
Il giorno seguente, Dylan si presentò con una band elettrica. Furono reclutati per l'occasione i chitarristi Al Gorgoni, Kenneth Rankin, e Bruce Langhorne, il pianista Paul Griffin, i bassisti Joseph Macho Jr. e William E. Lee, e il batterista Bobby Gregg. La seduta si concentrò sulla lavorazione di otto brani, molti dei quali già provati il giorno precedente. Secondo Langhorne, tutti i brani vennero completati e registrati al primo tentativo tranne poche eccezioni. Dopo tre ore e mezza (dalle 2:30 di notte alle 6:00 di mattina), furono preparati i master definitivi di Love Minus Zero/No Limit, Subterranean Homesick Blues, Outlaw Blues, She Belongs To Me, e Bob Dylan's 115th Dream.
Poco dopo cena, Dylan continuò le registrazioni con un differente gruppo di musicisti, inclusi John P. Hammond e John Sebastian. Il gruppo improvvisato registrò 6 canzoni, ma niente fu ritenuto valido da poter essere incluso nel disco in uscita.
Il giorno seguente si tenne una seconda seduta allo Studio A. Dylan richiamò tutti i musicisti che avevano registrato la sera prima; con l'unica eccezione di Paul Griffin, che era occupato e venne rimpiazzato da Frank Owens.
La sessione iniziò con Maggie's Farm che fu completata al primo tentativo. Poi, Dylan registrò anche le versioni definitive di On The Road Again, It's Alright, Ma (I'm Only Bleeding), Gates Of Eden, Mr. Tambourine Man, e It's All Over Now, Baby Blue che saranno tutte incluse nell'album.
Dylan avrebbe potuto registrare versioni elettriche di ogni brano sull'album, ma apparentemente non voleva che Bringing It All Back Home fosse un disco esclusivamente rock. Quindi, la prima metà dell'album fu compilata con le canzoni "elettriche" registrate con la band, mentre la seconda metà era piena di canzoni acustiche alla vecchia maniera.

### Copertina
La copertina riproduce una foto di Daniel Kramer modificata da una lente distorsiva e raffigura in un elegante salotto Dylan, in primo piano, e Sally Grossman, moglie dell'allora manager di Dylan, Albert Grossman, vestita di rosso su una poltrona sullo sfondo, mentre svariati dischi di artisti come i The Impressions (Keep on Pushing), Robert Johnson (King of the Delta Blues Singers), Ravi Shankar (India's Master Musician), Lotte Lenya (Sings Berlin Theatre Songs by Kurt Weill) e Eric Von Schmidt (The Folk Blues of Eric Von Schmidt), sono sparsi qua e là. Visibile dietro Sally Grossman, seminascosto da un cuscino, c'è il lato superiore della copertina dell'album Another Side of Bob Dylan, e sotto il suo braccio destro, una copia della rivista Time con Lyndon B. Johnson in copertina. Sulla mensola del camino, alla sinistra del dipinto, si vede l'album di Lord Buckley The Best Of Lord Buckley.
Dylan è seduto in primo piano con il suo gatto grigio chiamato Rolling Stone in braccio e sulla gamba una rivista aperta sulla pagina di un articolo sulla vita dell'attrice Jean Harlow scritto dalla giornalista Louella Parsons. Dalla manica della giacca gli spuntano un paio di gemelli regalo di Joan Baez. Da sopra il camino occhieggia un collage di vetro colorato raffigurante un volto di clown realizzato da Dylan stesso per il proprietario del Bernard's Café, situato accanto alla casa dei Grossman.
In primo piano, in basso a sinistra della fotografia, campeggia un  cartello con su scritto Fallout Shelter (rifugio antiatomico).

## Newport Folk Festival
Il passaggio al rock e alla strumentazione elettrica da parte di Dylan non ebbe poche critiche. In questo contesto si situa la successiva partecipazione al Newport Folk Festival del 25 luglio 1965, nel quale Dylan si presentò sul palcoscenico non come cantante solista con chitarra e armonica come suo solito, ma con una chitarra elettrica accompagnato dalla Paul Butterfield Blues Band, reclutata la sera prima con il preciso intento di replicare il suono delle session di registrazione dell'album.
Durante l'esecuzione, probabilmente anche a causa della pessima acustica del sistema di amplificazione che rese anche incomprensibile la parte cantata, il pubblico si lamentò fischiando; dopo altri due brani Dylan decise di interrompere e lasciò il palco; venne quindi convinto dagli organizzatori a tornare sul palco dopo qualche minuto e, con una chitarra acustica e l'armonica, suonò altri due ultimi brani per poi andarsene definitivamente; esistono diverse versioni che accentuano alcuni aspetti ma comunque il concerto entrò nella storia come quello che segnò un passaggio epocale nella storia di Dylan.

## Tracce
Lato A
Testi e musiche di Bob Dylan.
1. Subterranean Homesick Blues – 2:21
2. She Belongs to Me – 2:47
3. Maggie's Farm – 3:54
4. Love Minus Zero/No Limit – 2:51
5. Outlaw Blues – 3:05
6. On the Road Again – 2:35
7. Bob Dylan's 115th Dream – 6:30

Lato B
Testi e musiche di Bob Dylan.
1. Mr. Tambourine Man – 5:30
2. Gates of Eden – 5:40
3. It's Alright, Ma (I'm Only Bleeding) – 7:29
4. It's All Over Now, Baby Blue – 4:12

## Outtakes e altri brani
I seguenti brani furono registrati durante le sessioni per l'album, ma non furono poi inclusi nell'album:
- California (versione embrionale di Outlaw Blues)
- Farewell Angelina
- If You Gotta Go, Go Now
- I'll Keep It with Mine
- Sitting on a Barb Wire Fence
- You Don't Have to Do That (annotata come Bending Down on My Stomick Lookin' West sui diari di registrazione dello studio)
- If You Gotta Go, Go Now (or Else You Got to Stay All Night) venne pubblicata come singolo soltanto in Belgio e non fu disponibile fino alla sua inclusione nell'album raccolta The Bootleg Series Volumes 1-3 (Rare & Unreleased) 1961-1991 del 1991.
- I'll Keep It with Mine venne scritta ai tempi di Another Side of Bob Dylan e data a Nico nel 1964 che però non la registrò fino al 1967 includendola nel suo disco d'esordio Chelsea Girl.
- Farewell Angelina fu data invece a Joan Baez, che la registrò nel 1965 per il suo album Farewell, Angelina.
- Sitting on a Barbed Wire Fence, inizialmente provata durante le sedute di registrazione per l'album, venne poi re-incisa durante le sessioni del successivo Highway 61 Revisited e in seguito fu inclusa in The Bootleg Series Vol 1-3.